# 리이닝
리이닝(려이녕, 중국어 간체자: 厉以宁, 정체자: 厲以寧, 1930년 11월 22일~2023년 2월 27일)은 중화인민공화국의 전 경제학자, 중국 공산당 당원이다.

## 이력
1951년 항미원조 운동이 한창일 때 베이징 대학 홍루에서 경제학과에 입학하였으며 1955년에 졸업했다. 1956년 이후로 동 대학 경제학과에서 자료정리원, 조교, 교수 등으로 재직하였다. 재학 기간 칭화 대학 교수 출신의 천다이쑨 등에게서 경제학 이론을 학업하였다. 1957년 4월 중국 민주 동맹 가입. 리다자오, 마인추, 판훙, 덩리췬 등으로 이어져간 베이징 대학의 경제학 학맥을 지켜가면서 중국 공산당에도 입당하였다. 1994년 베이징 대학의 관리학원 원장, 2004년에는 동 대학 관리학원 명예 원장. 리커창, 위안춘칭, 보시라이, 샤바오룽, 리위안차오, 궈겅마오, 루하오, 후춘화 등 중국 공산당의 지방과 중앙 정치인들에게 영향을 주었고 경제, 금융 등 분야에서 정책 결정에 참여하였다.

## 국내활동
- ' 세계경제 새로운 태동(Invigorating the

Global Economy)'을 주제로 매일경제신문과 MBN이 개최한 15회 세계지식포럼(World Knowledge Forum)에 참여하였다.

## 작품
- 뉴 노멀 중국

저자: 이닝, 리, 후수리, 번역: 이지은, 출판: 유비온, 발 행: 2016.04.01.
- 중국의 번영을 위한 전략적 선택 (리커창 등 제자와 함께 쓴 저서이다)

저자: 이닝, 리, 리이닝,멍샤오쑤,리위안차오, 리커창, 번 역: 유호림, 출판: 타임스퀘어, 발행: 2015.10.30.
- Beyond Market and GovernmentInfluence of Ethical Factors on Economy

저자: 이닝, 리, 출판: 슈프링어 페를라그, 발행:
2014.08.31.